# Liparis punctatus
Liparis punctatus är en fiskart som beskrevs av Schmidt, 1950. Liparis punctatus ingår i släktet Liparis och familjen Liparidae. Inga underarter finns listade i Catalogue of Life.